# Charles Somerset (markiz Worcester)
Charles Somerset (ur. 25 grudnia 1660 w Londynie, zm. 13 lipca 1698) – angielski arystokrata, młodszy syn Henry’ego Somerseta, 1. księcia Beaufort, i Mary Capel, córki 1. barona Capel.
Po wczesnej śmierci swojego starszego brata, Henry’ego, który zmarł na początku lat 60. XVII w., Charles nosił tytuł lorda Herbert. Od 1682 r. był tytułowany markizem Worcester. W latach 1677–1682 popierał naukę w Christ Church na Uniwersytecie Oksfordzkim. W latach 1683–1691 był członkiem komisji Kompanii Wschodnioindyjskiej. Przez wiele lat zasiadał w Izbie Gmin jako członek stronnictwa torysów. Reprezentował okręgi wyborcze Monmouth Boroughs (w latach 1677–1679, 1679–1680 i 1685), Monmouthshire (1679, 1689-1695), Gloucester (1681–1685) oraz Gloucestershire (1685-1689). W latach 1685–1689 był Custos Rotulorum Radnorshire. W latach 1685–1687 był pułkownikiem pułku muszkieterów księcia Beaufort.
5 czerwca 1682 w Wanstead w hrabstwie Essex poślubił Rebeccę Child (ok. 1666 – 17 lipca 1712), córkę sir Josiaha Childa, 1. baroneta, i Mary Atwood, córki Williama Atwooda. Charles i Rebecca mieli razem syna i córkę:
- Henry Somerset (2 kwietnia 1684 – 24 maja 1714), 2. książę Beaufort
- Henrietta Somerset (27 sierpnia 1690 – 9 sierpnia 1726), żona Charlesa FitzRoya, 2. księcia Grafton, miała dzieci

Worcester zginął w 1698 r. w wyniku wypadku swojej karety w Walii. Został pochowany w Raglan w hrabstwie Monmouthshire. Ponieważ zmarł przed swoim ojcem nigdy nie odziedziczył tytułu księcia Beaufort. Tytuł książęcy przypadł więc dopiero jego najstarszemu synowi.